# Франковци
Франковци (на словенски: Frankovci) е село в Словения, Подравски регион, община Ормож. Според Националната статистическа служба на Република Словения през 2015 г. селото има 170 жители.